# La tregua (película de 2003)
La tregua es una película mexicana basada en el libro homónimo de Mario Benedetti, dirigida por Alfonso Rosas Priego hijo y que se estrenó en 2003.

## Sinopsis
La tregua está adaptada del libro de Mario Benedetti del mismo nombre. La película narra la vida de Martín Santomé, empleado de oficina de más de 50 años y próximo a retirarse que se encuentra atorado en la mediocridad y rutina de su vida. Vive únicamente con sus tres hijos, Jaime, Esteban y Blanca, de personalidades contrastantes. En la misma oficina donde trabaja conoce a Laura Avellaneda, joven de 24 años con la que comenzará a tener un romance, donde encontrará el reverdecer de los mejores años de su vida.

## Reparto
- Gonzalo Vega es Martín Santomé.
- Adriana Fonseca es Laura Avellaneda.
- Arath de la Torre es Esteban Santomé.
- Rodrigo Vidal es Jaime Santomé.
- Maité Embil es Blanca Santomé.
- Guillermo Murray es Sr. Valverde.
- Norma Lazareno es Rosa.
- Socorro Bonilla es Pilar.
- Claudia Vega es Lidia Valverde.

## Anécdotas
- La tregua marcó el debut en cine de la estrella de telenovelas Adriana Fonseca.